# Björg Arnadottir
Björg Arnadottir, född 29 september 1957 i Reykjavik, är en svensk-isländsk bild-, skriv- och dramapedagog, redaktör och radioproducent. Hon var värd för radioprogrammet Sommar i Sveriges Radio P1 den 24 juli 1990.